# 제7차 코민테른 대회
제7차 공산주의 인터내셔널 세계 회의는 1935년 7월 25일부터 8월 20일까지 모스크바에서 열린, 세계 여야의 공산당 대표와 그 외 정치, 노동운동 조직 대표가 참석한 국제 대회이다. 513명의 대의원이 참석하였다.
제7차 코민테른 대회는 유럽에서 불어난 파시즘에 대항하여 공산주의와 비공산주의 세력 간의 인민 전선을 지지하여 소련과 유럽 자본주의 국가들 간 집단안보에 대한 옹호를 불러왔다. 이는 1928년에 있었던 종전의 제6차 대회에서 지지를 받은 계급투쟁으로부터 극적으로 선회한 것이었다.

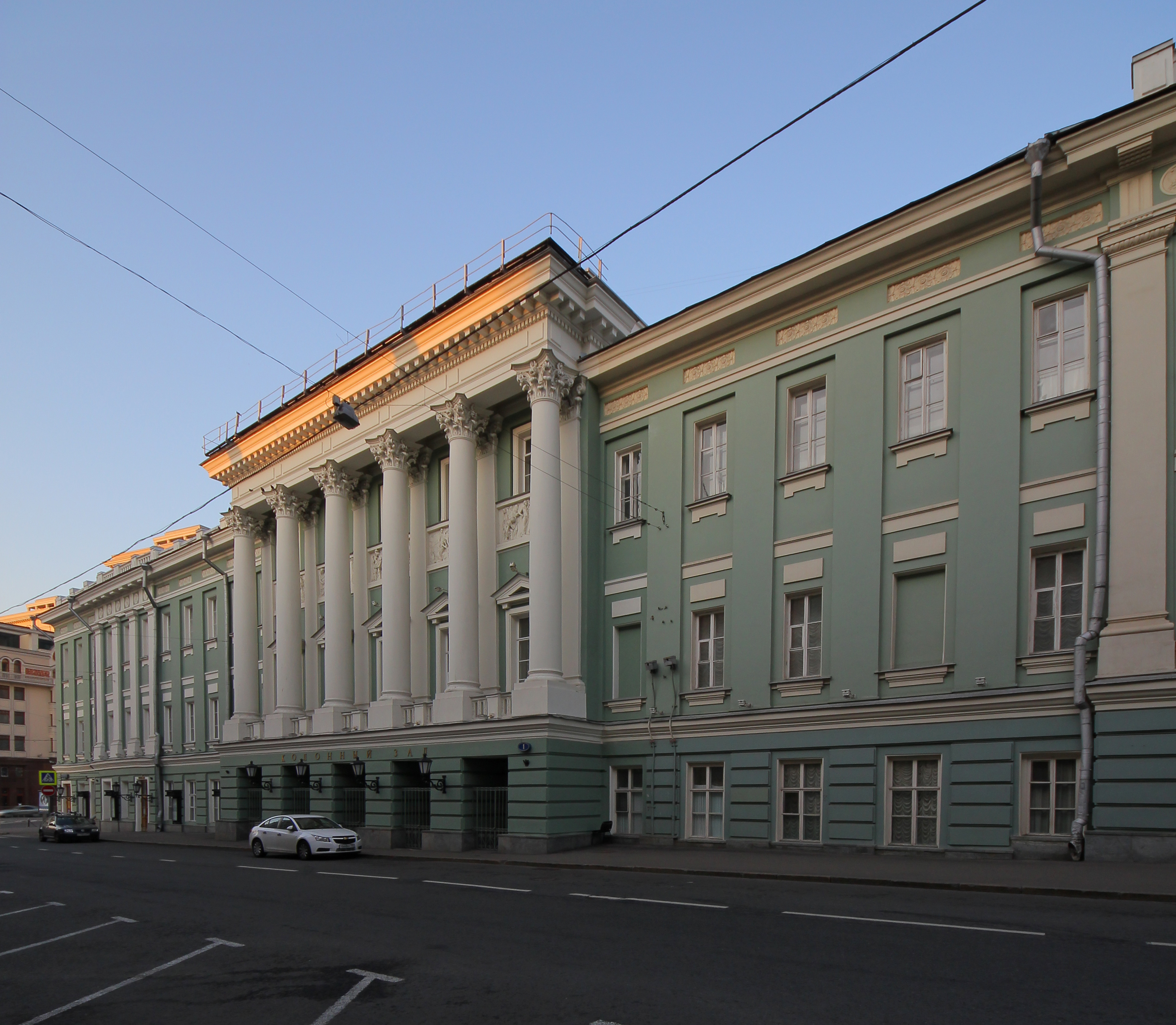
제7차 코민테른 대회가 열린 하우스 오브 유니언의 오늘날 모습

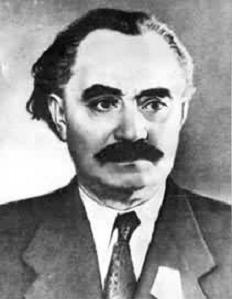
인민 전선의 초기 주창자 중 하나였던 불가리아의 공산주의자 게오르기 디미트로프

## 같이 보기
- 8·1선언
- 방공 협정